# Фэрфилд (Калифорния)
Фэ́рфилд (англ. Fairfield) — город в США в штате Калифорния, центр округа Солано. Расположен между городами Сан-Франциско и Сакраменто. Площадь — 97,475 км².
Первые европейцы появились на территории современного Фэрфилда в 1810 году. Город был основан в 1856 году капитаном Робертом Уотерманом и назван в честь его родного города Фэрфилда в штате Коннектикут. Статус города имеет с 1903 года.
В городе расположено несколько промышленных предприятий (пивоваренный завод, завод по производству бытовой химии, конфетная фабрика), а также база ВВС США Трэвис (англ.).

## Население
Согласно переписи 2010 года в Фэрфилде проживает 105321 человек, имеется 37184 домашних хозяйства. Плотность населения составляет 1080,5 чел./км². Расовый состав: 46 % белые, 14,9 % азиаты (9,1 % филиппинцы,1,8 % индийцы, 1 % китайцы, 0,6 % вьетнамцы, 0,6 % японцы, 0,4 % корейцы, 0,3 % лаосцев, 0,2 % тайцев, 0,1 % пакистанцев), 15,7 % чернокожие, 0,8 % коренных американцев, 1,1 % гавайцев или выходцев с островов Океании, 12,6 % другие расы, 8,8 % потомки двух и более рас.
По состоянию на 2000 год медианный доход на одно домашнее хозяйство в городе составлял $51151, доход на семью $55503. У мужчин средний доход $38544, а у женщин $30616. Средний доход на душу населения $20617. 9,3 % семей или 7,1 % населения находились ниже порога бедности, в том числе 12,1 % молодёжи младше 18 лет и 5,22 % взрослых в возрасте старше 65 лет.

## Климат
| Показатель                    | Янв.  | Фев.  | Март | Апр. | Май  | Июнь | Июль | Авг. | Сен. | Окт. | Нояб. | Дек.  | Год   |
| ----------------------------- | ----- | ----- | ---- | ---- | ---- | ---- | ---- | ---- | ---- | ---- | ----- | ----- | ----- |
| Абсолютный максимум, °C       | 24    | 27    | 32   | 37   | 44   | 44   | 46   | 44   | 44   | 40   | 31    | 26    | 46    |
| Средний суточный максимум, °C | 13    | 16,4  | 18,8 | 21,7 | 25,6 | 29,1 | 31,7 | 31,6 | 30,3 | 25,7 | 18,6  | 13,3  | 23    |
| Средний суточный минимум, °C  | 3,1   | 5,1   | 6,3  | 7,7  | 10,2 | 12,2 | 12,2 | 13,3 | 12,5 | 9,9  | 5,9   | 3,3   | 8,6   |
| Абсолютный минимум, °C        | −8    | −4    | −7   | −2   | 2    | −1   | 4    | 4    | 4    | 0    | −6    | −9    | −9    |
| Норма осадков, мм             | 121,2 | 102,6 | 75,5 | 35,3 | 14   | 4,3  | 0,5  | 1,5  | 6,1  | 33   | 69,2  | 109,2 | 576,1 |